# Ilybius guttiger
Ilybius guttiger es una especie de escarabajo del género Ilybius, familia Dytiscidae. Fue descrita científicamente por Gyllenhal en 1808.

## Distribución geográfica
Habita en Europa y norte de Asia (excepto China).